# Arquitectura religiosa de Jaén
La arquitectura religiosa de Jaén es de una gran variedad y riqueza monumental y artístíca encabezado por el conjunto monumental que forma la Catedral y concluyendo en pequeñas hornacinas repartidas por toda la ciudad.

## Catedral

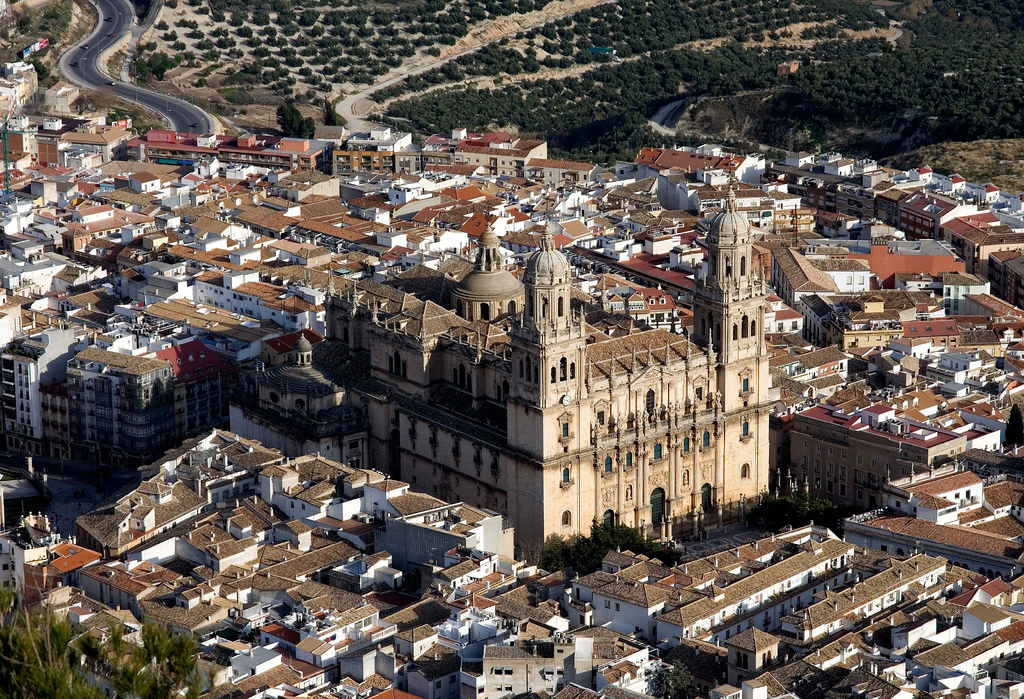
La Catedral de Jaén.

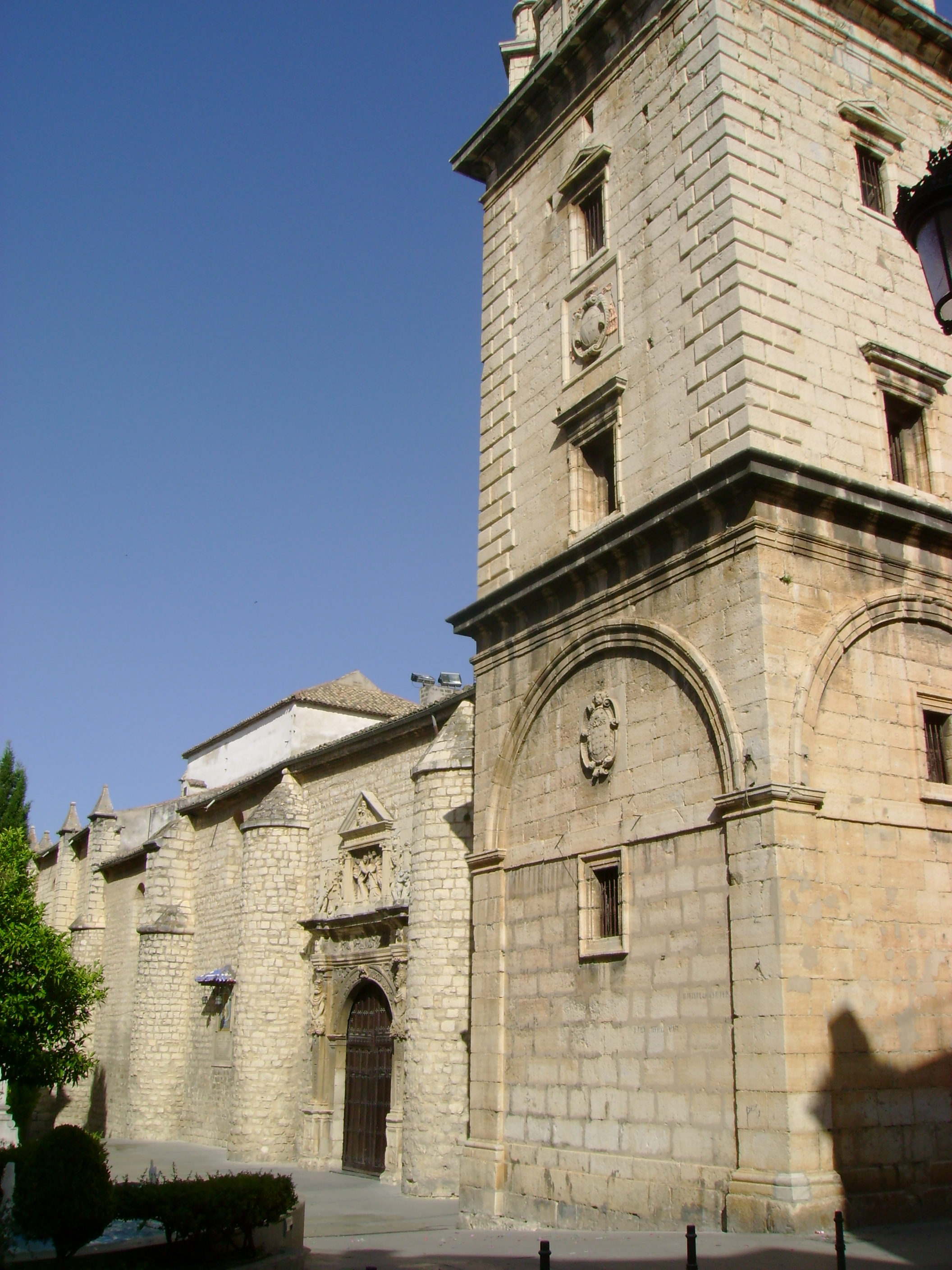
Basílica de San Ildefonso.

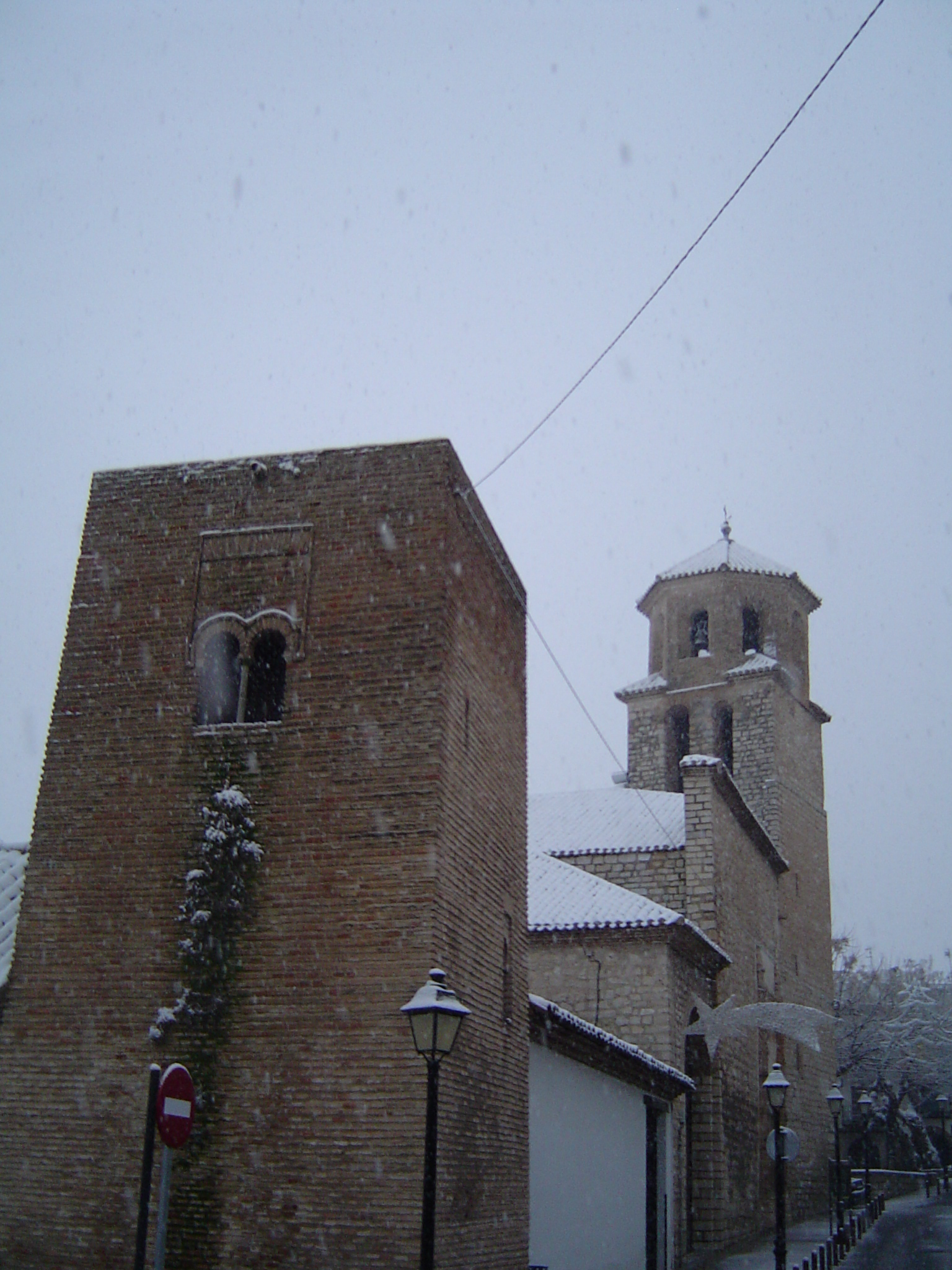
Iglesia de la Magdalena.

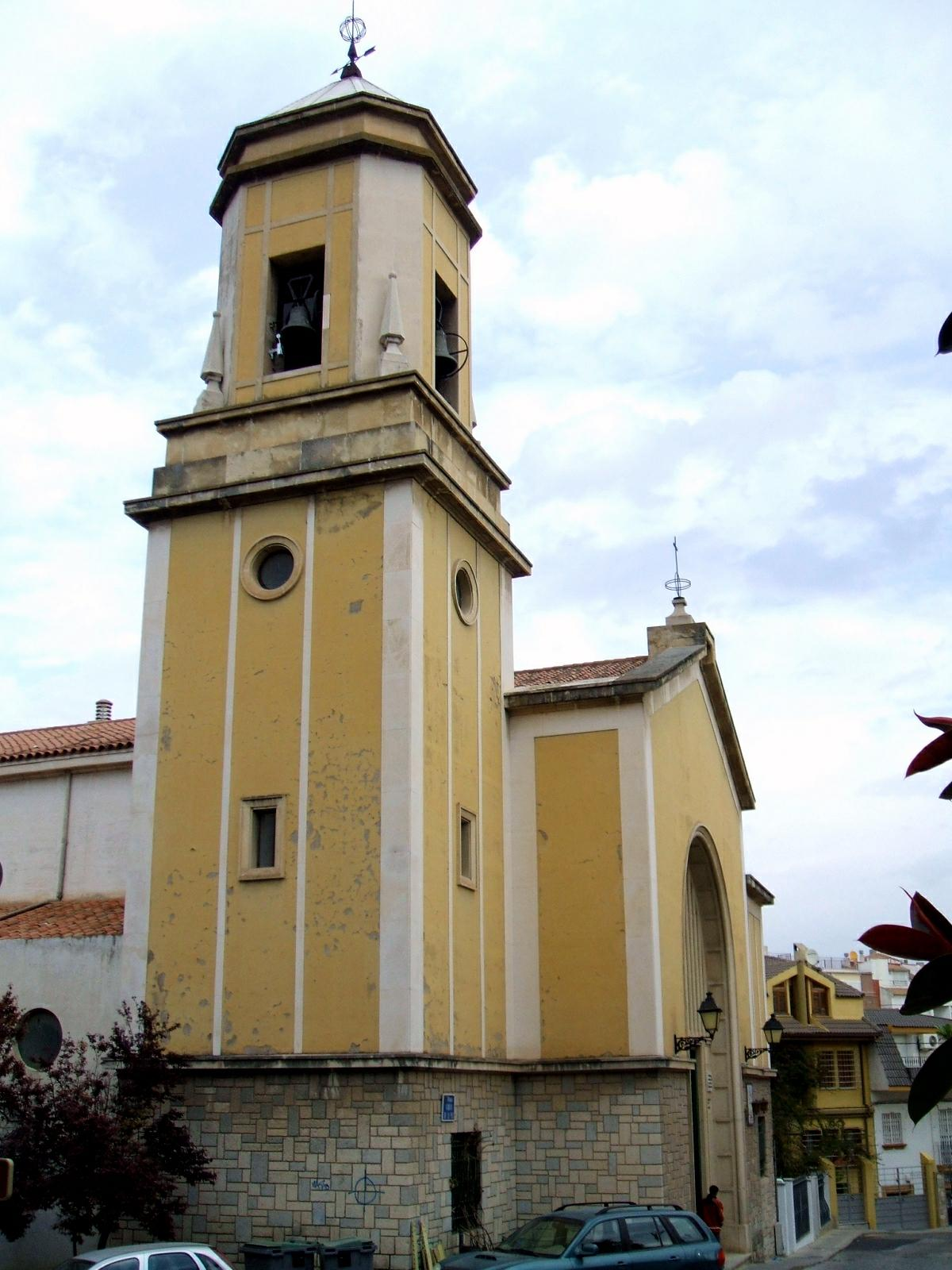
Iglesia de Belén y San Roque.

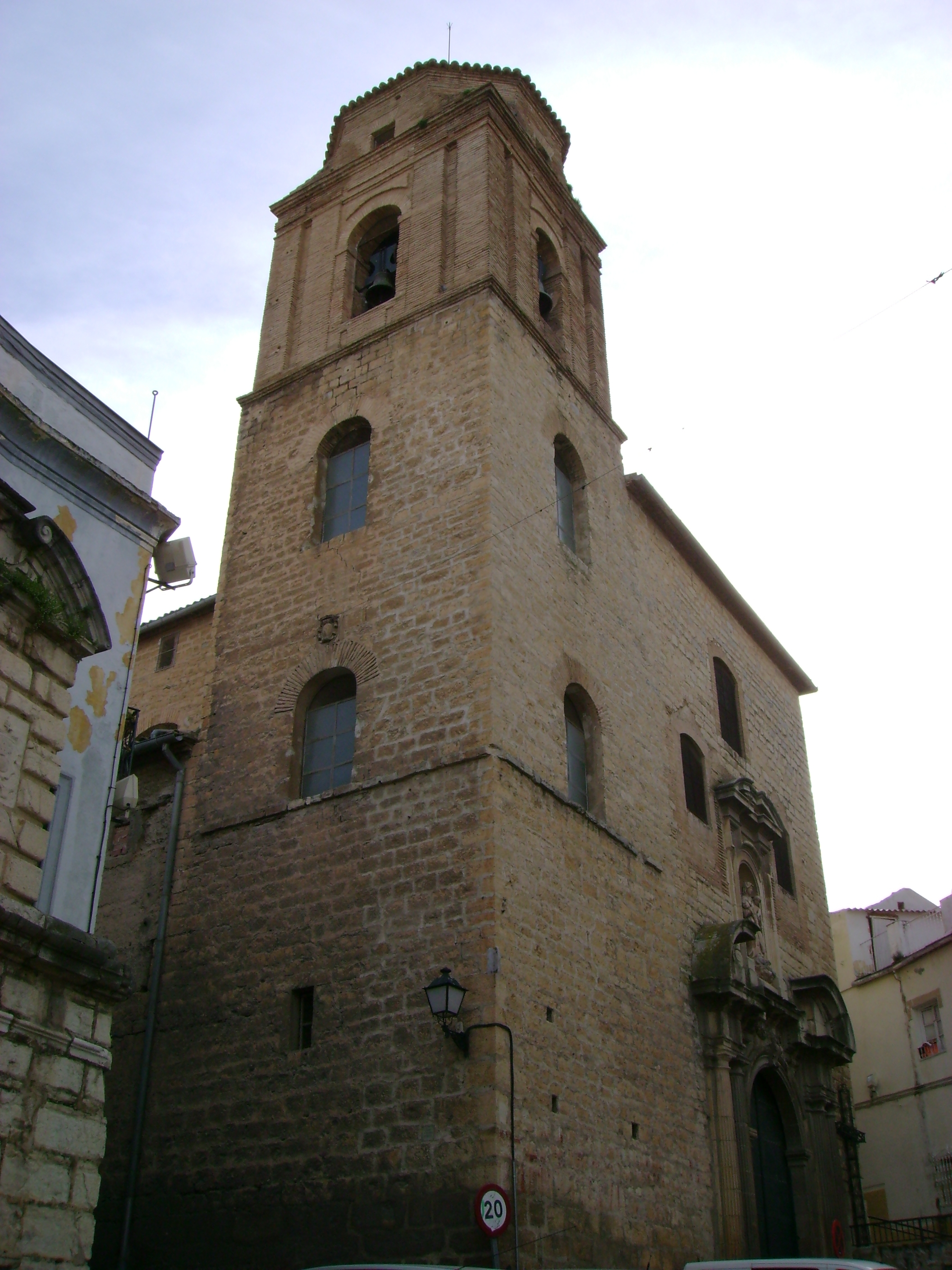
Iglesia de la Merced.

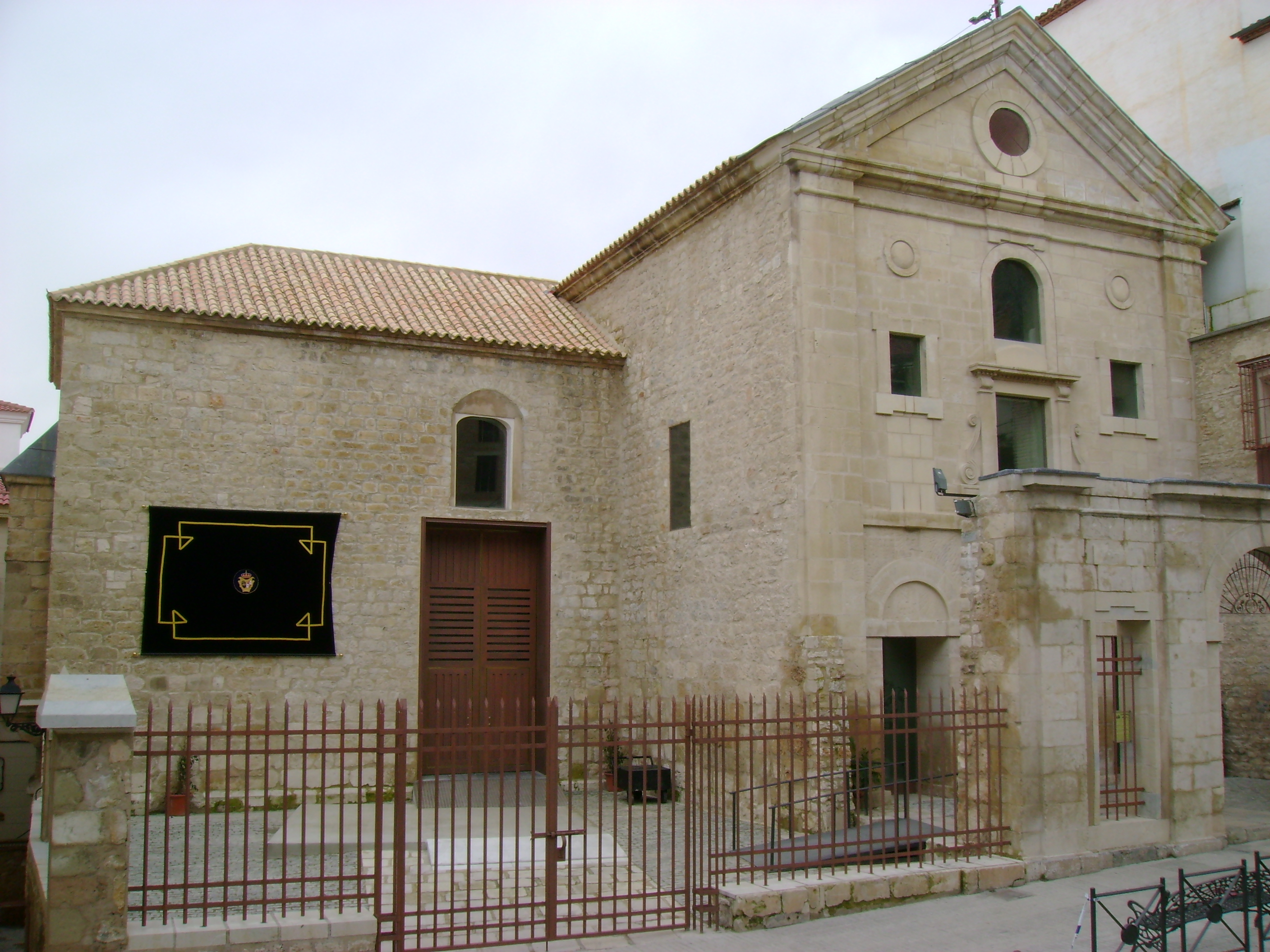
Camarín de Jesús.

La Catedral, bajo la advocación de Nuestra Señora de la Asunción, (donde se conserva La Reliquia del Santo Rostro), declarada Monumento Histórico-Cultural, renacentista aunque con elementos barrocos en portadas y fachada. La mayor parte de su diseño es obra del genial arquitecto Andrés de Vandelvira y actualmente se trabaja para su declaración como Patrimonio de la Humanidad.

## Basílica
La Basílica-Santuario de Nuestra Señora de la Capilla y Sacra Iglesia Parroquial de San Ildefonso: después de la Catedral, es la iglesia más grande y sobresaliente de la ciudad. Se construyó en estilo gótico en los siglos XIV y XV y posee tres fachadas: una gótica, otra renacentista y la última, impresionante, neoclásica.

## Iglesias

### Monumentales
- La Iglesia de Santa María Magdalena: la más antigua de Jaén. La base del edificio actual data del siglo XI. Conserva en buen estado la alberca de abluciones de la antigua mezquita. Frente a ella, lo que queda del antiguo raudal de la magdalena, una gruta misteriosa de la que en la Edad Media brotaba un cuerpo de agua, y que dio origen a la ciudad.
- Iglesia de San Bartolomé: Fue erigida parroquia en el siglo XIV; la pequeña iglesia tiene su origen en época medieval. Su fachada muy sencilla de finales del siglo XVII, culminada en un campanario, se atribuye a Eufrasio López de Rojas. Fue levantada entre los siglos XVI y XVIII en la plaza de su mismo nombre. Es un templo mudéjar, que conserva un bellísimo artesonado además de la representación del Cristo de La Expiración que fue en un principio atribuida a Martínez Montañés, aunque hace ya muchos años que se desechó esta idea y se la considera obra anónima, atribuida a José de Medina (malagueño afincado en Jaén) hacia el año 1.862.
- Iglesia de San Juan Bautista: Es una de las parroquias más antiguas de la ciudad. En un principio era parroquia de San Juan, pero dejó de serlo en 1843, para volver, con la advocación de San Pedro, a partir de 1907, como consecuencia del derrumbamiento de este último templo. En sus orígenes su arquitectura tuvo traza gótica, sufriendo diversas transformaciones, sobre todo a partir de los derrumbamientos parciales que se registraron a finales del siglo XVIII. Destaca una torre, anexa, llamada Torre del Concejo, con una gran campana, de un metro de diámetro, figurando en dicha torre el reloj oficial de la ciudad, dependiente del municipio. Se celebraban por San Juan los Cabildos de la ciudad y la campana de la Torre del Concejo servía de convocatoria a los jiennenses en momentos solemnes o en horas de arrebato. Consta, en latín, la siguiente inscripción: "he aquí la cruz del Señor. Huid enemigos. Venció el león de la Tribu de Judá y de la raíz de David". La fachada principal es bastante irregular, tal vez debido a los citados derrumbamientos, con una espadaña en el ángulo izquierdo con restos de gótico isabelino.
- La Iglesia del Sagrario es una edificación adosada a la fachada norte de la Catedral. Realizada debido al desnivel y a los daños ocasionados por el terremoto de Lisboa en 1755. El proyecto de esta obra fue diseñado por el arquitecto madrileño Ventura Rodríguez en el año 1764, aunque la ejecutó su sobrino Manuel Martín Rodríguez. Se inauguró en el año 1801 y se consagró el 22 de marzo de ese año.[2]
- La Iglesia de San Andrés y Santa Capilla: antigua sinagoga, construida sobre un antiguo palacio visigodo, sede de la Antigua y Noble Cofradía de San Andrés.

### Siglo XX
- Iglesia del Salvador
- Iglesia de Belén y San Roque
- Iglesia de Cristo Rey. La iglesia es obra del arquitecto Ramón Pajares Pardo[3] y fue consagrada en 1955 por el nuncio Ildebrando Antoniutti, el obispo de Jaén Félix Romero Mengíbar y el arzobispo de Granada Rafael García y García de Castro. Es un templo de grandes dimensiones, de planta rectangular con tres naves, siendo las laterales de mucho menores que la central, y un amplio presbiterio en cuyo testero frontal se encuentra una pintura mural obra de Francisco Baños Martos en 1956. La pintura representa a Cristo Rey, rodeado de Dios Padre y el Espíritu Santo, la Virgen, santos y mártires, y miembros anónimos del clero secular y regular y del Pueblo de Dios. La fachada principal está enmarcada por dos torres y salva el desnivel con la calle mediante una escalinata.
- Iglesia de Santa Cruz
- Iglesia de San Félix de Valois

### Siglo XXI
- Iglesia de Santa María Madre de la Iglesia
- Iglesia San Pedro Poveda
- Iglesia de San Juan Pablo II. Se ubica en el barrio del bulevar, en el conjunto de la «Residencia de Mayores “Caridad y Consolación”» construida por la Hermandad Sacramental de la Santa Cena. Fue dedicada el 12 de mayo de 2012 por el obispo Ramón del Hoyo López y en 2015 erigida parroquia.[4][5]

### Abandonada su función
- Iglesia de San Miguel, S. XV al XVII. Quedan de la iglesia muros exteriores, ábside y algunas pinturas murales. Su portada principal, realizada por Andrés de Vandelvira se custodia en el Museo Provincial de Jaén. En los últimos años se ha excavado y restaurado en parte. Hace falta terminar su rehabilitación, cubrición y apertura del espacio a visitas turísticas.

### Desaparecidas
- Iglesia de San Lorenzo
- Iglesia de Santiago
- Iglesia de San Pedro

## Conventos y monasterios

### Actuales
- Convento de San Antonio de Padua. Fue fundado en 1528 por Alonso Salto “el Viejo” como refugio de ancianos pobres y desvalidos de la Obra Pía de San Antonio de Padua. La portada de la iglesia es del siglo XVIII. Desde 1888 alberga una comunidad de Siervas de María Ministras de los Enfermos.[6] La iglesia fue reformada entre 1970 y 1974, es pequeña, rectangular, labrado en piedra, cubierto con bóveda de cañón con lunetos que está decorada con yeserías barrocas de guirnaldas y frutos, a la moda del siglo XVIII. La portada de la plaza es adintelada y almohadillada, con disposición radial de bolsores en el dintel y frontón curvo partido, con la clásica hornacina con San Antonio de Padua por encima del entablamento, fue construida en 1712. Junto a esta una hornacina con un mosaico de la imagen del santo con un cepo para las limosnas. La portada del testero fue realizada por Luis Berges Roldan, cuando se eliminó el camarín que era idéntico al del Camarín de Jesús al construir el nuevo presbiterio. La portada del siglo siglo XVIII se encuentra cegada.

El propósito que tenía de hacer en esta capital una fundación de tan piadoso y caritativo Instituto. En su virtud, añade, tengo el gusto de manifestar a Ud. que puede contar con casa e Iglesia, y las Hermanas estarán bajo mi protección.
Parte de la carta enviada por Manuel María León González, obispo de Jaén, a Soledad Torres Acosta para la instalación de la congregación en la ciudad.

- Real Monasterio de Santa Clara
- Monasterio de Santa Teresa
- Monasterio de la Concepción Franciscana, más conocido como de Las Bernardas.
- Iglesia del convento de los Carmelitas Descalzos, en la cual se encuentra el Camarín de Jesús.
- Convento de San Clemente. Este es templo de pequeñas dimensiones, construido en el siglo XV, fue remodelado en 1956, presenta una planta de cajón con tres naves separadas por pilares y arcos formeros. En la capilla mayor se encuentra el camarín de la imagen de la Virgen de los Remedios, obra de Luis Sánchez en 1716. Desde su remodelación acoge una comunidad de la congregación de las Esclavas del Santísimo Sacramento y de la Inmaculada.

### Abandonada su función conventual
- Monasterio de La Merced, es la actual parroquia de la Merced.
- Convento de la Compañía de Jesús
- Real Convento de Santo Domingo, uno de los numerosos conventos del siglo XVI, fue colegio universitario y actualmente es el Archivo Histórico Provincial.
- Hospital de San Juan de Dios: Este Hospital nace de la unión de otros dos, el de la Santa Misericordia (siglo XVI) y el de San Lázaro, que por el año 1.619, fueron entregados por el cabildo municipal a la Orden de San Juan de Dios, formando parte después de la Beneficencia de la Diputación Provincial hasta 1.980. Desde el punto de vista arquitectónico hay que destacar su portada del siglo XVI, de gótico tardío, dos hermosos patios, y una iglesia muy sencilla, que sufrió un incendio devastador en 1.916, por lo cual tuvo que ser reconstruida en 1.919, y en la actualidad se utiliza como salón de actos.La Diputación Provincial lo ha recuperado para Palacio de Congresos y Exposiciones y es sede del Instituto de Estudios Jiennenses[7] y del Centro Documental de Temas y Autores Jiennenses.
- Monasterio de Santa Úrsula, albergó una comunidad de religiosas de la Orden de Monjas Agustinas Recoletas que lo abandonaron por falta de religiosas.

### Derruidos

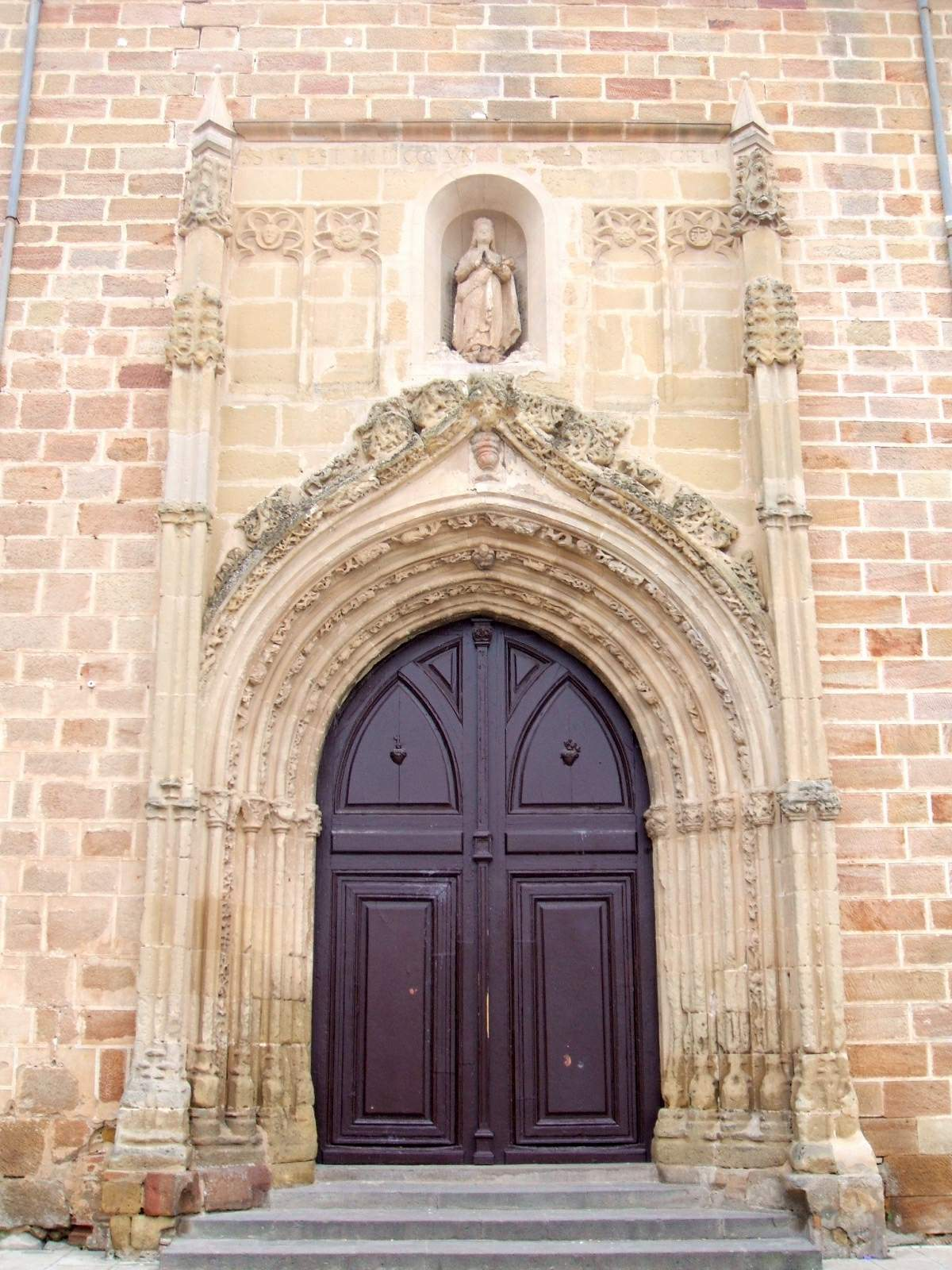
Portada del desaparecido convento de la Coronada, actualmente en la Basílica de Santa María la Mayor de Linares.

- Convento de san Agustín. Se fundó en 1585 y fue cedido a los observantes para instalar una universidad de letras. El claustro era cuadrado, cerrado por 20 columnas dóricas y con una fuente en el centro del mismo. Fue incendiado por las tropas francesas en la Guerra de Independencia y, posteriormente, fue parte de una batalla entre tropas españolas, apostadas en el, y tropas francesas. Finalmente, fue abandonado por los frailes agustinos. En su claustro se celebró un baile el 19 de marzo de 1820 por la jura de Fernando VII de la Constitución de 1812, fue presidido por el obispo Andrés Esteban Gómez. Posteriormente sirvió como cuartel. Fue derruido el 1 de febrero de 1923.[8][9] Se encontraba en el lugar que actualmente ocupa el edificio de Correos.
- Convento de la Virgen del Carmen Coronada de los carmelitas. Se ubicaba en la plaza de los rosales.
- Convento de Santa Cruz.
- Convento de La Concepción.[10]

## Hornacinas

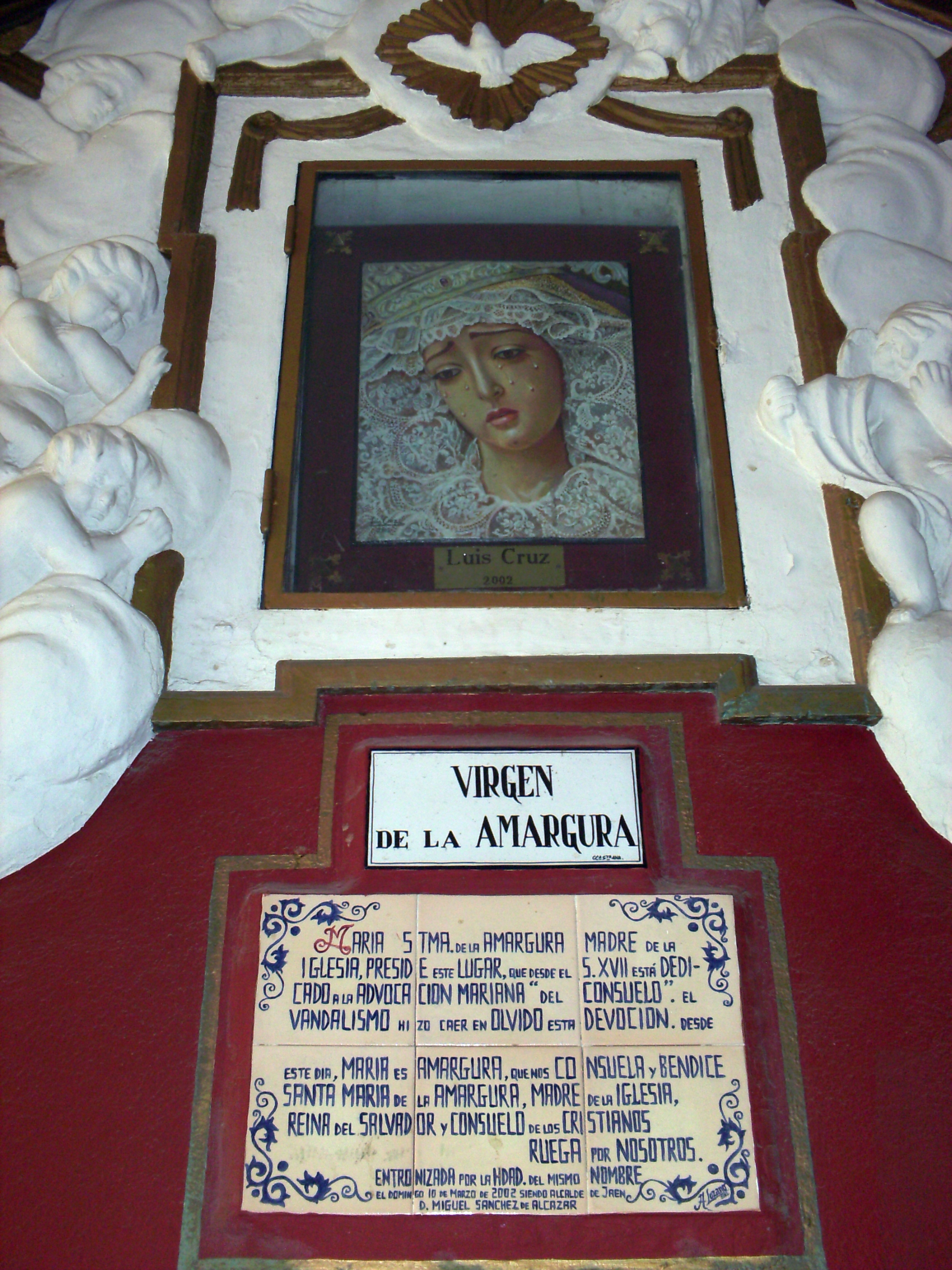
Hornacina de la Virgen de la Amargura.

En las calles de la ciudad existen multitud de hornacinas de origen incierto pero que confirman la religiosidad de las gentes de Jaén entre otras:
- Cristo del Amparo, en la calle Maestra 4, donde estuvo la oficina de obras de la Catedral.
- Virgen de la Amargura: Es un azulejo de la Virgen de la Amargura, está situado en el Arco del Consuelo.
- Cristo de la Salud, en la calle Millán de Priego.
- Cristo de las Penas, en la calle Martínez Molina.
- Cristo del Remedio, en el callejón de Baterías.
- Cristo de Chircales, en la calle de las Bernardas.
- Cristo del Arroyo.
- Cristo de la Buena Voluntad, en la calle Llana.
- Cristo de la Luz, en la calle muralla.
- Cristo de la Clemencia, en la plaza de Santo Domingo.
- Cristo del Perdón, en la calle Manuel Jontoya, en un torreón de la antigua muralla.
- Cristo de Burgos o de las Tres Potencias o de los tres huevos. Situado originalmente en la esquina de la calle vera cruz con abades, actual García Requena y Molino Alcantarilla. Desde 2013 se encuentra en la plaza de la Purísima Concepción, junto a la Casa de Hermandad de la cofradía de la Estrella.
- Nuestro Padre Jesús Nazareno, en el lugar en el que se encontraba el antiguo hospital de epidémicos.
- Divina Pastora. Instalado en 2000 en el muro del convento de las bernardas.
- Cristo del Amor. Instalado por la Cofradía del Perdón en 2017 en la calle de san Carlos.

|                       |
| Virgen de la Capilla. |

|                      |
| Nuestro Padre Jesús. |

|                 |
| Divina Pastora. |

## Otros
- Seminario diocesano
- Arco de San Lorenzo: Situado en la calle Almedros Aguilar. Actualmente se conserva en su interior una pequeña capilla, un salón y varias dependencias menores. Fue declarado Monumento Nacional (RO 11/10/1877).
- Ermita del Calvario.[13]
- Ermita de la Virgen Blanca.